# Spiral Architect
Cet article concerne le groupe norvégien. Pour la chanson homonyme de Black Sabbath, voir Sabbath Bloody Sabbath.
Spiral Architect est un groupe de metal progressif norvégien, originaire d'Oslo, formé en 1993. Le groupe devient inactif après la sortie de l'album A Sceptic's Universe en 1998, 1999 et 2000.

## Biographie
Le groupe est formé en 1993 par le guitariste Steinar Gundersen (ex-King's Quest), qui se rassemble avec les membres du groupe d'Anesthesia, Kaj Gornitzka (guitare électrique), Lars K. Norberg (basse) et Asgeir Mickelson (batterie). Ensemble, ils écrivent quelques chansons après avoir publié deux morceaux sur la compilation A Gathering of Eight Norwegian Prog. Metal Bands. En 1995, les deux morceaux sont réédités en février 1995 en démo. Leif Knashaug y participe au chant.
En 1996, le groupe recrute Øyvind Hægeland (ex-Manitou) au chant, et signe, l'année suivante, en 1997, un contrat avec les labels The Laser’s Edge/Sensory Records. Le premier album du groupe, A Sceptic's Universe est publié en juin 1998 à Village Productions, au Texas. Il est produit par Neil Kernon (Brand X, Queensrÿche, Nevermore). L'album est publié au Japon le 16 décembre 1999, et à l'international le 18 janvier 2000.
En septembre 2000, le groupe annonce avoir commencé un deuxième album, qui sera ensuite repoussé à plusieurs reprises, sans encore être publié. En 2005, après des années d'inactivités à cause des projets parallèles des membres, le groupe annonce l'écriture de nouvelles chansons. Le 18 janvier 2015, le groupe annonce ne pas s'être séparé, mais plutôt être en « hibernation », des propos qui réduisent la possibilité de voir un nouvel album.

## Membres

### Membres actuels
- Øyvind Hægeland − chant, chœurs, claviers
- Steinar Gundersen − guitare solo, guitare rythmique, guitare acoustique
- Lars K. Norberg − basse, programmations
- Asgeir Mickelson − batterie

### Anciens membres
- Andreas Jonsson − guitare rythmique
- Kaj Gornitzka − guitare rythmique, chœurs
- Leif Knashaug − chant

## Discographie
- 1995 : Spiral Architect (démo)
- 2000 : A Sceptic's Universe